# Radiostacja (polska stacja radiowa)
Radiostacja – stacja radiowa stworzona przez Justyna Depo we współpracy z norweskim radiem P4 oraz Związkiem Harcerstwa Polskiego.

## Historia
Powstała jako rezultat pracy zespołu pod kierunkiem Justyna Depo jako dyrektora generalnego, Pawła Sity jako dyrektora programowego oraz Grzegorza Hoffmanna jako dyrektora muzycznego. Autorem pierwszego, charakterystycznego dżingla muzycznego Radiostacji był Tomasz Lipiński (wcześniej m.in. Tilt). Pierwsze logo Radiostacji oraz szatę graficzną strony internetowej opracował artysta grafik Bartosz Lewandowski. Po wycofaniu się partnerów norweskich w 1999 roku właścicielami stacji byli nadal Justyn Depo oraz ZHP. W roku 2000 udziały Justyna Depo kupił holding Eurozet, właściciel m.in. Radia Zet. 
Zespół Radiostacji liczył początkowo ok. 80 młodych osób, specjalistów w różnych dziedzinach muzyki. Twórcy Radiostacji zdefiniowali stację jako radio alternatywne, prezentujące najnowszą muzykę, nieobecną w innych stacjach. Podczas pierwszych lat istnienia Radiostacja starała się kreować nowe trendy muzyczne, a na antenie debiutowało kilku znanych obecnie polskich prezenterów radiowych i telewizyjnych.
Radiostacja rozpoczęła nadawanie 11 listopada 1998 roku na częstotliwościach, na których wcześniej nadawała Rozgłośnia Harcerska (Poznań 101,6 MHz, Warszawa 101,5 MHz, Wrocław 106,9 MHz, Rzeszów 96,4 MHz, Gdańsk 92,0 MHz, Gdynia 101,1 MHz) i była jej bezpośrednią kontynuacją. Od wiosny 2000 można było jej słuchać w Krakowie (93,7 MHz). 22 lipca 2003 uruchomiony został nadajnik w Olsztynie (91,9 MHz). Pod koniec września 2004 zasięg został poszerzony o Łódź (104,5 MHz) i Zieloną Górę (92,9 MHz). 30 kwietnia 2005 kolejny nadajnik uruchomiono w Jemiołowie k. Zielonej Góry (98,4 MHz). Natomiast 10 lipca 2007 do naziemnej emisji Radiostacji dołączyły dwa nowe miasta: Szczecin (104,9 MHz) i Koszalin (106,9 MHz). 
W połowie 2002 roku w rozgłośni zaczęto wprowadzać zapowiadane zmiany, które wzbudziły wiele kontrowersji. Spotkały się one z bardzo głośną krytyką ze strony jej stałych fanów, słuchaczy jak i prezenterów. Zmiany personalne w zarządzie przyniosły rozłożone w czasie zaprzestanie emisji określonych audycji zapewniających alternatywny i niekomercyjny profil tej stacji. W końcu KRRiT nadała nową koncesję określającą profil Radiostacji jako radia młodzieżowego w formacie radiowym CHR.
Twórcy Radiostacji zostali uhonorowani Nagrodą Specjalną Jury Media Trend 2002 „za sukces artystyczny i stworzenie nowej wartości medialnej”.
W ciągu ostatnich pięciu lat nadawania linerami stacji były "Nove rytmy", "Muza novej generacji", "Czarne hity, danceowe bity".
Od stycznia 2007 stacja nadawała z transpondera satelitarnego dla abonentów platformy Cyfrowy Polsat na kanale 108.
O północy z 29 lutego na 1 marca 2008 Radiostacja zakończyła działalność pod dotychczasową nazwą i stała się częścią sieci Planeta FM. Wcześniej, 10 sierpnia 2007, Planeta FM stała się częścią holdingu Eurozet. 
W sierpniu 2007 do KRRiT wpłynął wniosek nadawcy w sprawie rebrandingu, który na początku grudnia tego samego roku uzyskał akceptację Krajowej Rady. Ostatnim utworem zagranym przez Radiostację było "Unidos Para La Musica" francuskiego DJ-a i producenta Davida Vendetty oraz wokalisty Akrama Sedkaoui.